# 柿本陽平
柿本 陽平（かきもと ようへい）は、日本の数理工学者。博士(工学)(日本大学)。
日本大学生産工学部助教。

## 略歴・人物
長岡技術科学大学工学部、同大学大学院工学研究科を経て、法政大学大学院理工学研究科へと進学しシステム理工学を専攻。大学院修了後、サレジオ工業高等専門学校非常勤講師、関東学院大学理工学部研究助手、日本大学生産工学部助手、日本大学生産工学部助教。

## 著作等

### 論文
- 『制約充足問題を線形計画法で解く場合の制約条件の緩和とその評価-時間割編成を例に』（日本経営工学会論文誌 66(4) 348-354 2016年）
- 『千葉県習志野市における新型コロナウイルス感染予防対策のための人口密集エリアの推定と分類』（日本情報ディレクトリ学会誌 20(1) 81-88 2022年）
- 『SIRVDモデルによるCOVID-19ワクチン接種を考慮した日本国内の感染伝播シミュレーション』（日本経営工学会論文誌 73(1) 27-30 2022年）
- 『COVID-19の感染リスクを抑制する飲食店における座席割当モデル", 日本経営工学会論文誌』（日本経営工学会論文誌 74(2) 77-89 2023年）など

## 専門分野
- 数理工学
- 社会シミュレーション

## 受賞歴
- 「Numerical Optimizer 学生研究奨励賞」（2016年）
- 「IEOM Poster Competition Award」（2019年）